# Satoshi Tokiwa
Satoshi Tokiwa (japanisch 常盤 聡 Tokiwa Satoshi; * 14. Mai 1987 in der Präfektur Tokio) ist ein japanischer Fußballspieler.

## Karriere
Tokiwa erlernte das Fußballspielen in der Universitätsmannschaft der Landwirtschaftsuniversität Tokio. Seinen ersten Vertrag unterschrieb er 2010 bei Mito HollyHock. Der Verein spielte in der zweithöchsten Liga des Landes, der J2 League. Für den Verein absolvierte er 45 Ligaspiele. 2012 wechselte er zum Ligakonkurrenten Giravanz Kitakyushu. Für den Verein absolvierte er 28 Ligaspiele. 2013 wechselte er zum Ligakonkurrenten Tokyo Verdy. Für den Verein absolvierte er 76 Ligaspiele. 2015 wechselte er zum Ligakonkurrenten Roasso Kumamoto. Für den Verein absolvierte er 23 Ligaspiele. 2016 wechselte er zum Ligakonkurrenten Thespakusatsu Gunma. Für den Verein absolvierte er 23 Ligaspiele.